# 尼诺·博尔萨里
尼诺·博尔萨里（義大利語：Nino Borsari，1911年12月14日—1996年3月31日），意大利男子自行车运动员。他曾代表意大利参加1932年夏季奥林匹克运动会自行车比赛，获得男子团体追逐赛金牌。